# Tetralonia polychroma
Tetralonia polychroma är en biart som beskrevs av Cockerell 1930. Tetralonia polychroma ingår i släktet Tetralonia och familjen långtungebin. Inga underarter finns listade i Catalogue of Life.